# Славные парни
«Славные парни» (англ. Goodfellas; с англ. — «Правильные пацаны») — американский художественный фильм в жанре криминальной драмы режиссёра Мартина Скорсезе, премьера которого состоялась в 1990 году. Фильм основан на реальных событиях. Главные роли исполнили Роберт Де Ниро в образе Джимми Конвэя и Рэй Лиотта в образе Генри Хилла. Экранизация романа Николаса Пиледжи «Умник».
Лента вышла в мировой прокат в один год с долгожданным продолжением серии фильмов о доне Корлеоне «Крёстный отец 3», однако именно «Славные парни» надолго установили планку значительных представителей гангстерского жанра. Огромный успех фильма возродил интерес к мафии на два десятилетия вперёд. По сей день «Славные парни» считаются одним из лучших фильмов Мартина Скорсезе, во многом благодаря множеству эталонных компонентов его режиссёрского стиля: монтажу Тельмы Скунмейкер, использованию популярной музыки, натуральной актёрской игре, и чрезмерно непристойному, но поэтическому языку, на котором разговаривают персонажи.
Картина стала обладательницей пяти наград премии BAFTA (включая категории «Лучший фильм», «Лучшая режиссура» и «Лучший адаптированный сценарий»), приза Московского международного кинофестиваля и премии «Оскар», которая была вручена Джо Пеши в категории «Лучшая мужская роль второго плана». Помимо одной выигранной статуэтки, лента номинировалась ещё на пять, в том числе в категории «Лучший фильм года».

## Сюжет
1955 год, Бруклин. Молодой парень Генри Хилл (Рэй Лиотта), сын ирландца и итальянки, с детства обожает гангстеров, и его единственная мечта — стать таким же, как они: ездить на быстрых машинах, носить дорогие костюмы и пользоваться всеобщим уважением, переходящим в почитание. Чтобы осуществить свою мечту, Генри начинает работать «мальчиком на побегушках» у местного итальянского преступника. Генри медленно, но верно поднимается вверх по иерархической лестнице: ему поручают всё более ответственные и привилегированные задания.
Сколько себя помню, я всегда хотел быть гангстером. Для меня быть им значило куда больше, чем президентом Соединённых Штатов
Со временем, помимо рядовых мафиози, на Генри обращает внимание и местный авторитет, Поли Сисеро (Пол Сорвино). Он знакомит юного Хилла с местной легендой — талантливым вором и бандитом, ирландцем Джимми Конвэем (Роберт Де Ниро), а тот в свою очередь сводит Генри с другим своим протеже, молодым итальянцем Томми Девито (Джо Пеши). Генри неожиданно арестовывают за незаконную продажу сигарет. Интуитивно Генри держит рот на замке и не выдаёт никого из своих работодателей и сообщников, чем завоёвывает среди них уважение.
Генри начинает работать в связке с Джимми и Томми. В 1963 году Генри женится, заводит семью, но по обвинению в вымогательстве и покушении в Питсбурге он, Поли и ещё пара парней отправляются за решётку. Они живут вместе в отдельной комнате, получают «с воли» всё, что необходимо для комфортной жизни, и промышляют наркобизнесом. Джимми же отбывает свой срок во Флориде.

Слева направо: Рэй Лиотта, Роберт Де Ниро, Пол Сорвино, Мартин Скорсезе и Джо Пеши

Генри выходит на свободу, где его ждут жена Карен (Лоррейн Бракко) и друзья, и принимается за старое. Генри решает заняться продажей наркотиков и привлечь к этому Томми и Джимми, пойдя при этом против приказа своего босса Поли. Вместе с Джимми и Томми он проворачивает несколько крупных дел.
Для итальянского гангстера одним из важнейших событий является принятие в «Семью», своеобразное «посвящение» в узкий круг избранных. Джимми и Генри лишены такой возможности, так как оба они полукровки (Генри не может помочь даже то, что его мать — сицилийка и землячка Поли Сисеро). Томми — чистокровный итальянец. В январе 1979 года до Джимми доходит весть, что Томми собираются принять, но под предлогом посвящения Томми убивают. Это оказывается местью за то, что в прошлом Томми в компании с Джимми и Генри убил уважаемого мафиози Билли Бэтса (Фрэнк Винсент) в день освобождения из заключения и попытался скрыть следы. Убийство Томми послужило причиной разлада в отношениях между Джимми и Генри.
Вскоре Генри арестовывают. Пока идёт следствие, его выпускают под залог, но теперь ему никто не рад: Поли даёт ему на жизнь немного денег и прогоняет прочь, а Джимми и вовсе планирует убить Генри. Поняв это, Генри, чтобы избежать возмездия, даёт показания на своих бывших «друзей», после чего ему предстоит поменять имя и навсегда исчезнуть по программе защиты свидетелей.

## В ролях
| Актёр               | Роль                    |
| ------------------- | ----------------------- |
| Рэй Лиотта          | Генри Хилл              |
| Роберт Де Ниро      | Джимми Конуэй           |
| Джо Пеши            | Томми ДеВито            |
| Лоррейн Бракко      | Карен Хилл              |
| Пол Сорвино         | Пол Сисеро              |
| Фрэнк Сиверо        | Фрэнки Карбоне          |
| Тони Дарроу         | Сонни Банц              |
| Фрэнк Винсент       | Билли Бэттс             |
| Чак Лоу             | Моррис Кесслер          |
| Майк Старр          | Френчи                  |
| Майкл Империоли     | Спайдер                 |
| Сэмюэл Л. Джексон   | Парнелл «Стэкс» Эдвардс |
| Тони Сирико         | Тони Стэкс              |
| Фрэнк Адонис        | Энтони Стэбил           |
| Джина Мастроджакомо | Дженис Росси            |
| Фрэнк ДиЛео         | Тадди Сисеро            |
| Джонни Уильямс      | Джонни Ростбиф          |
| Марго Уинклер       | Белль Кесслер           |
| Деби Мейзар         | Сэнди                   |
| Кевин Корриган      | Майкл Хилл              |

| Актёр                | Роль                                          |
| -------------------- | --------------------------------------------- |
| Марианн Леоне        | жена Тадди                                    |
| Сюзанн Шеперд        | мать Карен                                    |
| Катрин Скорсезе      | мать Томми                                    |
| Чарльз Скорсезе      | Винни                                         |
| Тони Лип             | Фрэнки                                        |
| Уэлкер Уайт          | Лоис Бирд                                     |
| Генри Янгмэн         | в роли самого себя                            |
| Иллеана Дуглас       | Рози                                          |
| Фрэнк Пеллегрино     | Джонни Дио                                    |
| Джо Д’Онофрио        | Томми в молодости                             |
| Винсент Пасторе      | человек с пальто                              |
| Бо Старр             | отец Генри                                    |
| Пол Херман           | дилер                                         |
| Анжела Питропинто    | жена Сисеро                                   |
| Джон «Ча Ча» Чьярчия | член команды Бэттса                           |
| Винсент Галло        | член команды Хилла в 70-х                     |
| Тобин Белл           | надзирающий за условно-досрочно освобождённым |
| Исайя Уитлок-младший | доктор                                        |

## Создание

### Замысел
На съёмках ленты «Цвет денег» в Чикаго в 1985 году Мартин Скорсезе наткнулся на рецензию книги криминального журналиста Николаса Пиледжи «Умник», опубликованную в газете The New York Times. В романе Пиледжи описал восхождение и крах карьеры реально существующего солдата мафии Генри Хилла. Книга ещё даже не добралась до книжных магазинов, однако Скорсезе сделал пару звонков и получил несколько образцов романа от издательства Simon & Schuster.
Как только режиссёр начал читать книгу, он сразу же понял, что у неё есть великолепный потенциал для экранизации. Скорсезе был приятно удивлён, обнаружив, что места, описанные в книге, прекрасно знакомы и ему, так как рос он в Маленькой Италии — одном из районов Нью-Йорка.
Режиссёр предполагал, что предстоящая картина будет снята на 16-миллиметровую киноплёнку, чтобы как можно точнее создать эффект документального фильма, а по сценарию лента должна была провести зрителя через 30 лет мафии. Скорсезе говорил:
Я был заинтересован любой деталью в жизни гангстеров. Я хотел попасть в каждый угол мозга человека, который работает подобным образом каждый день.
Очарованный этой идеей, Скорсезе срочно позвонил самому Пиледжи в его офис в редакции журнала New York. Писатель отсутствовал в здании, и режиссёр сказал его секретарю, чтобы Пиледжи обязательно ему перезвонил. По прибытии в редакцию Пиледжи не обнаружил на рабочем месте своего секретаря, однако нашёл записку, в которой было сказано о том, что ему звонил сам Скорсезе. Писатель не поверил и выбросил её в мусорную корзину с мыслями, что это очередной розыгрыш от его коллеги, кинокритика Дэвида Денби. Так и не дождавшись звонка, Скорсезе добрался до дома Пиледжи и сообщил ему, что разыскивал его книгу годами. Не ожидая такого признания, Пиледжи сказал, что ждал встречи с ним всю свою жизнь, а в качестве режиссёра экранизации своего романа рассматривал только его.
Продюсером грядущей ленты стал старый знакомый Скорсезе Ирвин Уинклер, уже продюсировавший фильмы режиссёра: «Нью-Йорк, Нью-Йорк» и «Бешеный бык». На место сценариста Скорсезе с самого начала метил самого автора книги — Николаса Пиледжи. Писатель мало что знал в области написания сценариев, но режиссёр обучил его основам этого дела. В ранних набросках сценария история рассказывалась в хронологическом порядке, но позже к Скорсезе пришла идея о том, что в начале фильма обязательно надо вставить сцену с убийством Билли Бэттса, чтобы «подцепить» аудиторию.

### Затишье длиной в несколько лет
Проект пришлось отложить на несколько лет из-за занятости Скорсезе на съёмочных площадках других запланированных фильмов. По истечении этого периода режиссёр стал задумываться, стоит ли ему возвращаться к гангстерским картинам. Тогда же он отдал финальный вариант сценария именитому кинорежиссёру и сценаристу Майклу Пауэллу, чтобы тот одним глазом взглянул на него. На тот момент Пауэлл был женат на монтажёре Тельме Скунмейкер, одной из муз самого Скорсезе. Ознакомившись с настолько уникальным и новым подходом к гангстерскому жанру, как у Скорсезе, супруги убедили режиссёра в необходимости создания фильма. «Это ошеломляющий сценарий, который поможет сделать замечательный фильм», — писал Пауэлл в письме к Скорсезе.
Я хотел попасть в этот фильм и с давних пор был восхищён Де Ниро и Скорсезе. А теперь я здесь, с ними обоими. Они великие. Мне нравится их увлечение и страсть съёмочным процессом.
После четырёх лет подготовки Скорсезе наконец-то мог признаться самому себе, что готов к съёмкам. Первое, что он хотел сделать, это поменять рабочее название будущего фильма. Так как «Умником» уже назывался и телесериал, и комедия Брайана Де Пальмы, Скорсезе решил назвать ленту «Славными парнями». Вскоре он столкнулся с ещё одной проблемой: кинокомпания Warner Bros. отказывалась продюсировать фильм, если в одной из ведущих ролей не будет ни одной суперзвезды Голливуда. Тогда Скорсезе вспомнил о близком друге Роберте Де Ниро, показал ему сценарий, и спросил, кого он хочет видеть в роли Джимми Конуэя. Де Ниро прочитал и ответил: «Самого себя». Warner Bros. согласилась выделить на разработку фильма 26 миллионов долларов.
Следующим состоялся кастинг на главную роль Генри Хилла. Де Ниро помог Скорсезе и здесь, выдвинув кандидатуру «парня из „Дикой штучки“», как он сам сказал — Рэя Лиотты. Лиотта, как оказалось, уже читал книгу Пиледжи и вжился в роль, как будто никогда не выходил из образа.
На роль Карен Хилл, жены Генри, Скорсезе предполагал взять Лоррейн Бракко. Тогда она была замужем за актёром и близким другом Скорсезе Харви Кейтелем и уже пробовалась на одну из ролей в чёрной комедии режиссёра «После работы». Для определения того, подходит ли Бракко на роль, Скорсезе пригласил её и Рэя Лиотту в свою квартиру, где у них состоялся трёхчасовой разговор. После его окончания режиссёр утвердил её на роль Карен.
Джо Пеши, сыгравший самого запоминающегося и харизматичного персонажа фильма, позже признавался, что Скорсезе предоставлял актёрам полную свободу действий и импровизаций. Наконец, сами съёмки картины проходили весной и летом 1989 года частично в Куинсе, районе Нью-Йорка, а частично на Лонг-Айленде.

## Восприятие
Фильм был положительно воспринят большинством мировых кинокритиков, многие из которых поставили его на первое место в своих списках лучших картин года. Лента была признана абсолютной классикой гангстерского кино и идеальным образцом режиссуры. На сайте Rotten Tomatoes фильм имеет рейтинг одобрения в 97 %.
- «Возможно, наиболее изысканная вещь из тех, к которым когда-либо прикладывал руку Мартин Скорсезе» — Джонатан Розенбаум, Chicago Reader[13]
- «Жестокий, стильный, гипнотический и привлекательный — „Славные парни“ всё ещё остаются лучшим фильмом Скорсезе» — Гленн Эйбел, The Hollywood Reporter[11]
- «„Славные парни“ выглядят и звучат так, что ты веришь, что всё это абсолютно достоверно» — Винсент Кэнби, The New York Times[14]

## Награды
| Дата церемонии | Премия                                 | Категория                            | Лауреаты и номинанты             | Результаты                      |
| -------------- | -------------------------------------- | ------------------------------------ | -------------------------------- | ------------------------------- |
| 1990           | Британское общество кинооператоров     | «Лучшая операторская работа»         | Михаэль Балльхаус                | Номинация                       |
| 1990           | Ассоциация кинокритиков Лос-Анджелеса  | «Лучший фильм»                       |                                  | Победа                          |
| 1990           | Ассоциация кинокритиков Лос-Анджелеса  | «Лучший режиссёр»                    | Мартин Скорсезе                  | Победа                          |
| 1990           | Ассоциация кинокритиков Лос-Анджелеса  | «Лучший актёр второго плана»         | Джо Пеши                         | Победа                          |
| 1990           | Ассоциация кинокритиков Лос-Анджелеса  | «Лучшая актриса второго плана»       | Лоррейн Бракко                   | Победа                          |
| 1990           | Ассоциация кинокритиков Лос-Анджелеса  | «Лучшая операторская работа»         | Михаэль Балльхаус                | Победа                          |
| 1990           | Национальный совет кинокритиков США    | «Лучший актёр второго плана»         | Джо Пеши                         | Победа                          |
| 1990           | Круг кинокритиков Нью-Йорка            | «Лучший фильм»                       |                                  | Победа                          |
| 1990           | Круг кинокритиков Нью-Йорка            | «Лучший режиссёр»                    | Мартин Скорсезе                  | Победа                          |
| 1990           | Круг кинокритиков Нью-Йорка            | «Лучший актёр»                       | Роберт Де Ниро                   | Победа (также за «Пробуждение») |
| 1990           | Круг кинокритиков Нью-Йорка            | «Лучший актёр второго плана»         | Джо Пеши                         | Номинация                       |
| 1990           | Венецианский кинофестиваль             | «Серебряный лев» за лучшую режиссуру | Мартин Скорсезе                  | Победа                          |
| 1990           | Венецианский кинофестиваль             | «Выбор зрителей»                     |                                  | Победа                          |
| 1990           | Венецианский кинофестиваль             | «Выбор критиков»                     |                                  | Победа                          |
| 1991           | «Оскар»                                | «Лучший фильм»                       | Ирвин Уинклер                    | Номинация                       |
| 1991           | «Оскар»                                | «Лучший режиссёр»                    | Мартин Скорсезе                  | Номинация                       |
| 1991           | «Оскар»                                | «Лучший актёр второго плана»         | Джо Пеши                         | Победа                          |
| 1991           | «Оскар»                                | «Лучшая актриса второго плана»       | Лоррейн Бракко                   | Номинация                       |
| 1991           | «Оскар»                                | «Лучший адаптированный сценарий»     | Мартин Скорсезе, Николас Пиледжи | Номинация                       |
| 1991           | «Оскар»                                | «Лучший монтаж»                      | Тельма Скунмейкер                | Номинация                       |
| 1991           | Общество киномонтажёров США            | «Лучший монтаж»                      | Тельма Скунмейкер                | Номинация                       |
| 1991           | BAFTA                                  | «Лучший фильм»                       |                                  | Победа                          |
| 1991           | BAFTA                                  | «Лучшая режиссёрская работа»         | Мартин Скорсезе                  | Победа                          |
| 1991           | BAFTA                                  | «Лучший адаптированный сценарий»     | Мартин Скорсезе, Николас Пиледжи | Победа                          |
| 1991           | BAFTA                                  | «Лучший дизайн костюмов»             | Ричард Бруно                     | Победа                          |
| 1991           | BAFTA                                  | «Лучший монтаж»                      | Тельма Скунмейкер                | Победа                          |
| 1991           | BAFTA                                  | «Лучший актёр»                       | Роберт Де Ниро                   | Номинация                       |
| 1991           | BAFTA                                  | «Лучшая операторская работа»         | Михаэль Балльхаус                | Номинация                       |
| 1991           | «Бодил»                                | «Лучший зарубежный фильм»            |                                  | Победа                          |
| 1991           | Общество кинокритиков Бостона          | «Лучший фильм»                       |                                  | Победа                          |
| 1991           | Общество кинокритиков Бостона          | «Лучший режиссёр»                    | Мартин Скорсезе                  | Победа                          |
| 1991           | Общество кинокритиков Бостона          | «Лучший актёр второго плана»         | Джо Пеши                         | Победа                          |
| 1991           | Ассоциация кинокритиков Чикаго         | «Лучший фильм»                       |                                  | Победа                          |
| 1991           | Ассоциация кинокритиков Чикаго         | «Лучший режиссёр»                    | Мартин Скорсезе                  | Победа                          |
| 1991           | Ассоциация кинокритиков Чикаго         | «Лучший актёр второго плана»         | Джо Пеши                         | Победа                          |
| 1991           | Ассоциация кинокритиков Чикаго         | «Лучшая актриса второго плана»       | Лоррейн Бракко                   | Победа                          |
| 1991           | Ассоциация кинокритиков Чикаго         | «Лучший сценарий»                    | Мартин Скорсезе, Николас Пиледжи | Победа                          |
| 1991           | Ассоциация кинокритиков Чикаго         | «Лучший актёр»                       | Роберт Де Ниро                   | Номинация                       |
| 1991           | «Сезар»                                | «Лучший зарубежный фильм»            |                                  | Номинация                       |
| 1991           | Гильдия режиссёров Америки             | «Лучшая режиссёрская работа»         | Мартин Скорсезе                  | Номинация                       |
| 1991           | Премия Эдгара Аллана По                | «Лучший фильм»                       |                                  | Номинация                       |
| 1991           | Fotogramas de Plata                    | «Лучший зарубежный фильм»            |                                  | Победа                          |
| 1991           | «Золотой глобус»                       | «Лучший фильм — драма»               |                                  | Номинация                       |
| 1991           | «Золотой глобус»                       | «Лучший режиссёр»                    | Мартин Скорсезе                  | Номинация                       |
| 1991           | «Золотой глобус»                       | «Лучшая мужская роль второго плана»  | Джо Пеши                         | Номинация                       |
| 1991           | «Золотой глобус»                       | «Лучшая женская роль второго плана»  | Лоррейн Бракко                   | Номинация                       |
| 1991           | «Золотой глобус»                       | «Лучший сценарий»                    | Мартин Скорсезе, Николас Пиледжи | Номинация                       |
| 1991           | «Серебряная лента»                     | «Лучший режиссёр зарубежного фильма» | Мартин Скорсезе                  | Номинация                       |
| 1991           | Круг кинокритиков Канзаса              | «Лучший фильм»                       |                                  | Победа                          |
| 1991           | Круг кинокритиков Канзаса              | «Лучший режиссёр»                    | Мартин Скорсезе                  | Победа                          |
| 1991           | Круг кинокритиков Канзаса              | «Лучший актёр второго плана»         | Джо Пеши                         | Победа                          |
| 1991           | Национальное общество кинокритиков США | «Лучший фильм»                       |                                  | Победа                          |
| 1991           | Национальное общество кинокритиков США | «Лучший режиссёр»                    | Мартин Скорсезе                  | Победа                          |
| 1991           | Национальное общество кинокритиков США | «Лучший актёр»                       | Роберт Де Ниро                   | Номинация                       |
| 1991           | Национальное общество кинокритиков США | «Лучший актёр второго плана»         | Джо Пеши                         | Номинация                       |
| 1991           | Гильдия сценаристов США                | «Лучший адаптированный сценарий»     | Мартин Скорсезе, Николас Пиледжи | Номинация                       |